# Tetheamyrma subspongia
Tetheamyrma subspongia – gatunek  mrówek z podrodziny Myrmicinae, jedyny przedstawiciel rodzaju Tetheamyrma. Występuje we wschodniej Malezji.